# Атанас Гинчев
Атанас Гинчев – Буби е български плувец и лекар.

## Биография
По образование е лекар. Практикува в областта на ушните болести. От 1940 до 1950 година, Гинчев е един от най-изявените български плувци. Подобрява осем пъти националните рекорди в дисциплините 100 и 200 метра свободен стил. В други дисциплини прави 30 подобрения на рекорди. Носител е на 25 титли.